# Кларкс-Грув (Міннесота)
Кларкс-Грув (англ. Clarks Grove) — місто (англ. city) в США, в окрузі Фріборн штату Міннесота. Населення — 694 особи (2020).

## Географія
Кларкс-Грув розташований за координатами 43°45′46″ пн. ш. 93°19′41″ зх. д. / 43.76278° пн. ш. 93.32806° зх. д. (43.762692, -93.328035).  За даними Бюро перепису населення США в 2010 році місто мало площу 1,52 км², з яких 1,42 км² — суходіл та 0,10 км² — водойми.

## Демографія
Згідно з переписом 2010 року, у місті мешкало 706 осіб у 295 домогосподарствах у складі 197 родин. Густота населення становила 465 осіб/км².  Було 312 помешкання (205/км²).
Расовий склад населення:
| - 93,9 % — білих - 0,6 % — чорних або афроамериканців - 0,4 % — корінних американців - 0,4 % — азіатів - 2,4 % — осіб інших рас |

До двох чи більше рас належало 2,3 %. Частка іспаномовних становила 6,8 % від усіх жителів.
За віковим діапазоном населення розподілялося таким чином: 25,4 % — особи молодші 18 років, 60,3 % — особи у віці 18—64 років, 14,3 % — особи у віці 65 років та старші. Медіана віку мешканця становила 38,1 року. На 100 осіб жіночої статі у місті припадало 102,3 чоловіків;  на 100 жінок у віці від 18 років та старших — 96,6 чоловіків також старших 18 років.
Середній дохід на одне домашнє господарство  становив 53 841 долар США (медіана — 48 750), а середній дохід на одну сім'ю — 62 626 доларів (медіана — 55 625). Медіана доходів становила 46 875 доларів для чоловіків та 27 452 долари для жінок. За межею бідності перебувало 15,2 % осіб, у тому числі 26,9 % дітей у віці до 18 років та 5,4 % осіб у віці 65 років та старших.
Цивільне працевлаштоване населення становило 317 осіб. Основні галузі зайнятості: виробництво — 21,8 %, освіта, охорона здоров'я та соціальна допомога — 19,2 %, роздрібна торгівля — 16,7 %.